# M'Chouneche
M'Chouneche ou Himsounine (em árabe: مشونش) é uma cidade e comuna localizada na província de Biskra, Argélia. Segundo o censo de 2008, a população total da cidade era de 10 107 habitantes.